# Bruce Hayes
Lawrence Bruce Hayes (Sarasota, 8 marzo 1963) è un ex nuotatore statunitense.

## Palmarès
Olimpiadi
- 1 medaglia:
  - 1 oro (staffetta 4x200 metri stile libero a Los Angeles 1984).

Giochi panamericani
- 3 medaglie:
  - 3 ori (200 metri stile libero a Caracas 1983, 400 metri stile libero a Caracas 1983, staffetta 4x200 metri stile libero a Caracas 1983).

Universiadi
- 6 medaglie:
  - 1 oro (200 metri stile libero a Edmonton 1983)
  - 4 argenti (400 metri stile libero a Edmonton 1983, 400 metri misti a Edmonton 1983, staffetta 4x100 metri stile libero a Edmonton 1983, staffetta 4x200 metri stile libero a Edmonton 1983)
  - 1 bronzo (1500 metri stile libero a Edmonton 1983).